# 崙內
崙內，是台灣雲林縣土庫鎮的一個傳統地域名稱，位於該鎮西部。相較於今日行政區，其範圍大致為崙內里不含北部東側凸出部分。

## 歷史
台灣清治末期至日治初期，崙內地區為一街庄，稱為「崙內庄」，隸屬於布嶼堡。該庄北與馬公厝庄為鄰，東與大荖庄為鄰，南邊為埤腳庄，西南邊為後湖庄，西北邊為埔姜崙庄。
1901年（日治明治三十四年）11月，全台廢縣廳改設二十廳，該庄隸屬於斗六廳。1903年（明治三十六年）6月，該庄編入「埔姜崙區」，隸屬於斗六廳。1909年（明治四十二年）10月，合併二十廳為十二廳，埔姜崙區改隸屬於嘉義廳。1920年（大正九年），全台地方制度大改正，廢十二廳改設五州二廳，該庄改制為「崙內」大字，隸屬於臺南州虎尾郡土庫庄。1943年10月，土庫庄升格為土庫街。
戰後土庫街改制為土庫鎮，隸屬於臺南縣，大字亦改制為里。1950年10月，雲、嘉、南分治，土庫鎮改隸屬雲林縣。

## 聚落
本地區發展較早的聚落有崙內、菓葉圍、頂藔等，在日治期初期的官方地圖上已有記載。

## 交通
省道台78線即「東西向快速公路－台西古坑線」，是雲林縣境內的東西向快速公路，大致以西南西—東北東走向繞大彎轉西南—東北走向經過崙內地區東南端。西側最近的交流道是省道台19線交會處的元長交流道，東側最近的是鄉道雲97線交會處的土庫交流道。由此等向西可前往東勢、台西等地；向東可前往虎尾、斗南、古坑、高厝林子頭的東側端點（古坑端）並止於國道3號古坑系統交流道；亦可於雲林系統交流道轉接國道1號前往台灣西部南北各地。
省道台19線又稱「中央公路」，是彰化至台南永康的幹道，大致以北微東—南微西走向轉北北西—南南東走向再轉北北東—南南西走向經過本地區西部邊界外不遠處的潮洋厝、埔姜崙、後湖地區。由該道路向北微東可前往崙背、二崙西北部、竹塘、埤頭等地；向南南西轉南可前往元長、北港、六腳、朴子等地。
縣道158號（馬光路）是台西鄉海口至斗南鎮北勢仔的道路，大致以西南西—東北東走向經過本地區西北部邊界外緣。由該道路向西南西經省道台19線路口後可前往褒忠、東勢、台西等地；向東北東經馬公厝南側外環道可前往可前往虎尾、斗南並止於省道台1線路口。
鄉道雲98線是潮洋厝至頂竹圍的道路，大致以西北微北—東南微南走向由本地區北部邊界中央地帶入境，至頂寮聚落轉南再轉東再轉東南再轉東南微南，出聚落續直行，至菓葉園-崙內聚落轉東北東再轉東，至鄉道雲101線路口轉北北東與其共線約30公尺，至路口轉東微南獨行，出聚落後續直行，過本地區東部邊界的大荖排水溝橋梁並轉東南東出境。由該道路向西北微北可前往馬公厝西南部、潮洋厝並止於省道台19線路口（潮洋厝聚落北北東郊）；向東南東經省道台78線（東西向快速公路－台西古坑線）高架橋下後可前往大荖、石廟子西南端、土庫與新興交界地帶並止於鄉道雲100線轉角路口（新興地區頂竹圍聚落東郊）。
鄉道雲101線（和平街）是復興（福興）至秀潭（無底潭）的道路，大致以北北東—南南西走向由本地區東部邊界北側入境後轉南南東，至崙內聚落轉南南西再轉西南西再轉南南西，至鄉道雲98線左線路口後與其共線約30公尺，至鄉道雲98線右線路口後獨行，出聚落後經省道台78線（東西向快速公路－台西古坑線）高架橋下續行以至於本地區南部邊界東側出境。由該道路向北北東可前往馬公厝、新庄子、羅厝並止於該地區西北部福興聚落的鄉道雲20線路口；向南南西可前往埤腳、糞箕湖地區西南部並止於縣道145號路口（無底潭聚落南南東郊）。

## 學校
- 宏崙國小